# Ashi Productions
Ne doit pas être confondu avec Asahi Production.
Ashi Productions Co., Ltd. (株式会社葦プロダクション, Kabushiki gaisha Ashi Purodakushon) est un studio d'animation japonaise situé à Suginami dans la préfecture de Tokyo, au Japon, fondée le 24 décembre 1975. Elle est anciennement plus connu sous le nom de Production Reed Co., Ltd. (株式会社プロダクション リード, Kabushiki gaisha Purodakushon Rīdo).

## Histoire

Logo de Production Reed Co., Ltd.

Toshihiko Sato et Hiroshi Kato, ancien de chez Tatsunoko, crée Ashi Productions le 24 décembre 1975. Dans les premiers temps, le studio collabore beaucoup avec Nippon Animation puis s'en affranchit dès 1979 pour créer ses propres séries. Le studio produit à l'époque des séries pour enfants comme Futago no Monchhichi (1980) ou Kujira no Josephina (1979) mais se tourne très vite vers des genres plus à la mode à l'époque comme le mecha avec Space Warrior Baldios (en) (1980 - 1981), Special Armored Batallion Dorvack (1983 - 1984) ou Borgman (1988). Le studio se tourne également vers le magical girl, secteur dont il deviendra leader avec Studio Pierrot durant les années 1980 / début des années 1990 avec les séries Magical Princess Minky Momo (1982 - 1983), Magical Angel Sweet Mint (1990-1991), Floral Magician Mary Bell (ja) (1992-1993).
Le groupe Bandai (devenu Bandai Namco Group (ja)) a acquis le studio en ayant investi massivement dans le capital du studio en novembre 2001, mais se retire ensuite fin 2005. Un partenariat est conclu le 20 janvier 2006 avec WiZ (ja), une société de jouet détenue par Bandai Namco Holdings, qui mène le studio a changé de nom le 1er novembre 2007 en « Production Reed » ; le nom de l'entreprise « Reed » est le terme anglais pour « Ashi » (葦), qui signifie « roseau » en français.
Le 20 mai 2009, toutes les actions détenues par WiZ sont transférées à Toshihiko Sato car la société ne s'attendait pas à un manque de synergie avec Production Reed et à donc décider de vendre le studio afin de se concentrer à nouveau dans sa spécialisation qu'est la planification, le développement et la fabrication de jouets.
Le 12 février 2019, le studio reprend à nouveau le nom d'« Ashi Productions ».

## Production

### Séries télévisées
- Blocker Gundan 4 Machine Blaster (38 épisodes) (juil 1976 - mars 1977) (avec Nippon Animation)
- Kujira no Josephina (23 épisodes) (avr 1979 - sept 1979)
- Futago no Monchhichi (130 épisodes de 5 min) (fév 1980 - oct 1980)
- Zukkoke Knight - Don De La Mancha (26 épisodes) (avr 1980 - sept 1980)
- Space Warrior Baldios (en) (32 épisodes) (juin 1980 - janv 1981)
- Fulgutor (le robot des lumières) (26 épisodes) (juil 1981 - déc 1981)
- Magical Princess Minky Momo (63 épisodes) (mars 1982 – mai 1983)
- Special Armored Batallion Dorvack (36 épisodes) (oct 1983 – juil 1984)
- Dancougar - Super Beast Machine God (38 épisodes) (avr 1985 - déc 1985)
- Machine Robo: Revenge of Cronos (47 épisodes) (juil 1986 – mai 1987)
- Machine Robo: Battle Hackers (31 épisodes) (juin 1987 - déc 1987)
- Doctor Chichibuyama (? épisodes) (avr 1988 - juil 1988)
- Borgman (35 épisodes) (avr 1988 - déc 1988)
- Tekken Chinmi (20 épisodes) (juin 1988 - déc 1988)
- Erika (51 épisodes) (avr 1989 – mars 1990)
- Time Travel Tondekeman (39 épisodes) (oct 1989 - août 1990)
- Idol Tenshi Yōkoso Yōko (43 épisodes) (avr 1990 – fév 1991)
- NG Knight Lamune & 40 (38 épisodes) (avr 1990 - janv 1991)
- Magical Angel Sweet Mint (47 épisodes) (mai 1990 – mars 1991)
- Jankenman (51 épisodes) (avr 1991 – mars 1992)
- Magical Princess Minky Momo (65 épisodes) (oct 1991 – déc 1992)
- Floral Magician Mary Bell (50 épisodes) (fév 1992 – janv 1993)
- Ashita he Free Kick (52 épisodes) (nov 1992 - avr 1993)
- Macross 7 (52 épisodes) (oct 1994 – sept 1995)
- Blue Seed (26 épisodes) (oct 1994 – mars 1995) (avec Production I.G)
- Jura Tripper (39 épisodes) (avr 1995 - déc 1995)
- H2 (41 épisodes) (juin 1995 - mars 1996)
- VS Knight Lamune & 40 Fire (26 épisodes) (avr 1996 - sept 1996)
- La Légende de Zorro (52 épisodes) (avr 1996 - mars 1996)
- Bannō Bunka Nekomusume (12 épisodes) (janv 1998 - mars 1998)
- Transformers: Beast Wars II (43 épisodes) (avr 1998 - janv 1999)
- Akihabara Dennō Gumi (26 épisodes) (avr 1998 - sept 1998)
- Nessa no Haou Gandalla (26 épisodes) (avr 1998 - oct 1998)
- Transformers: Beast Wars Neo (35 épisodes) (fév 1999 - sept 1998)
- Cybuster (26 épisodes) (mai 1999 - oct 1999)
- Ultra maniac (26 épisodes) (mai 2003 - nov 2003)
- F-Zero: GP Legend (51 épisodes) (oct 2003 – sept 2004)
- Jūsō Kikō Dancouga Nova (12 épisodes) (fév 2007 - mai 2007)
- In Another World With My Smartphone (juil 2017 - sept 2017)
- Cutie Honey Universe (2018)

### Films d'animation
- Baldois - le film (1981)
- Sengoku Genie Goshogun (1982)
- Goshogun: The Time Étranger (1985)
- Magical Princess Minky Momo - le film (1985)
- Vampire Hunter D (1985)
- Nom de code: Love City (1986)
- The Borgman Last Battle (1989)
- The Borgman lover's Rain (1990)
- Jankenman: Kaijudaikessen (1992)
- Floral Magician Mary Bell le film (1992)

### OAV
- Dorvack - OAV (3 OAV) (1984 - ?)
- Dancougar - OAV (6 OAV) (1986-1990)
- Nom de code: Love City (1986)
- Violence Jack (1 OAV) (1986)
- Ladius (1 OAV) (1987)
- Leina (3 OAV) (1988-1989)
- Machine Robo (1 OAV) (1989)
- Gdleen (1 OAV) (1990)
- Lightning Trap - Leina & Laika (1 OAV) (1990)
- Ai to ken Camelot (1 OAV)
- Knights of Ramune & 40 DX (16 OAV) (1991-1997)
- Sequence (1 OAV) (1992)
- Houkago no Tinker Bell (1 OAV) (1992)
- Magical Princess Minky Momo - OAV (2 OAV) (1993-1994)
- Hummingbird (4 OAV) (1993 - 1994)
- The Borgman - OAV (3 OAV) (1993)
- Iria - Zeiram the Animation (6 OAV) (1994)
- Kakugo no Susume (2 OAV) (1996)
- Jewel BEM Hunter Lime (3 OAV) (1996-1997)
- Macross Dynamite 7 (4 OAV) (1997-1998)
- Bannou Bunka Neko-Musume DASH! (3 OAV) (1998)
- Kirara (1 OAV) (2000)
- Ultra Maniac (1 OVA) (2002)
- Futari Ecchi (3 OAV) (2014)